# مراقبة خطوط الأنابيب بالفيديو
مراقبة خطوط الأنابيب بالفيديو' هو أحد أشكال التواجد عن بُعد المستخدمة لمراقبة الأجزاء الداخلية لخطوط الأنابيب. ويتمثل أحد التطبيقات الشائعة لهذه التقنية في تحديد حالة خطوط الصرف الصحي صغيرة القطر وأنابيب التوصيل للمنازل.
كانت خطوط الصرف الصحي القديمة أصغر قطرًا؛ حوالي 6-بوصة (150 مـم)، وتصنع بتجميع عدد من الأجزاء الصغيرة 3 قدم (0.91 م). من الممكن أن تُصنع أجزاء الأنابيب من الحديد الزهر، حيث يتراوح حجم الأجزاء من 12 قدم (3.7 م) إلى 20 قدم (6.1 م)، ولكنها مصنوعة في الغالب من الأنابيب الطينية المزججة (VCP)، وهي مادة خزفية، بمقاسات 3 قدم (0.91 م) و4 قدم (1.2 م) و6 قدم (1.8 م). ويحتوي كل جزء من أجزاء الأنابيب، سواء كانت مصنوعة من الحديد أو الطين، على اتساع («رأس») في أحد طرفيه ليتسع لطرف الجزء الرابط. وقد تُستخدم جذور الأشجار والنباتات في الربط بين الأجزاء، ويمكن أن تكون قوية بما يكفي لتتسبب في عمل فتحة أكبر في الطين النضيج أو حديد الزهر المتآكل. وفي النهاية، قد تتكوّن كرة من الجذور تعيق تدفق المياه داخل الأنابيب، ويُمكن إزالة مثل تلك العوائق عن طريق آلية القاطع، ثم يُمنع تكوّنها مجددًا بالمواظبة على استخدام الرغوة الكيميائية - مبيد الجذور (rooticide).
ومع ظهور معدات الفيديو الحديثة، أصبح من الممكن مراقبة الجزء الداخلي من الأنبوب - ويعتبر ذلك إحدى صور الاختبارات اللا إتلافية. عادةً، تنتهي أنابيب التجميع صغيرة الأقطار بفتحة تنظيف، وتمتد أطوالها إلى مئات الأقدام وتنتهي بغرفة تفتيش. ويمكن أن تصرّف أنابيب تجميع أخرى في غرفة التفتيش هذه، ثم ينقل أنبوب (ربما يكون قطره أكبر) الصبوب إلى غرفة التفتيش التالية، وهكذا إلى أن تصل إلى محطة الضخ أو محطة المعالجة.

## معدات المراقبة
| Right | Right | Right | مواصفات الرأس الدوار | Right |

### شاحنة الخدمة
تحتوي شاحنة الخدمة على مصدر طاقة في صورة مولد صغير ومقصورة مكيفة الهواء صغيرة توجد بها شاشات المراقبة بالفيديو ومعدات تسجيل وكمبيوتر متصل وشاشة عرض التسجيل.

### الكابل والرافعة
يوجد في خلف الشاحنة بكرة تعمل بالطاقة مزودة بكابل فيديو معزز بألياف كيفلر أو ضفائر من أسلاك الفولاذ. وقد تحتوي بعض الشاحنات أيضًا على رافعة تعمل بالطاقة بارزة خارج الشاحنة تسمح بإنزال واسترجاع معدات المراقبة من خط الأنابيب.

### كاميرا المراقبة
يُشار إليها أحيانًا باسم مقياس مراقبة الأنابيب (PIG)، حيث تُثبت الكاميرا والأضواء على رأس دوار ملحقة بجسم أسطواني. وتستطيع رأس الكاميرا الدوران والميل من على بُعد. بالإضافة إلى ذلك، تتصل رأس الكاميرا ببعض أجهزة الإضاءة؛ وخصوصًا مصابيح LED، لإنارة الأنابيب. كما تتصل الكاميرا بمعدات عرض من خلال كابل طويل ملتف حول رافعة. وقد تزود بعض الشركات، مثل راوش الأمريكية للإلكترونيات (Rausch Electronics USA)، الكاميرا بمجموعة ليزر حتى تستطيع قياس قطر الأنبوب والبيانات الأخرى بدقة.

## عملية المراقبة

### استخدام جرار الكاميرا

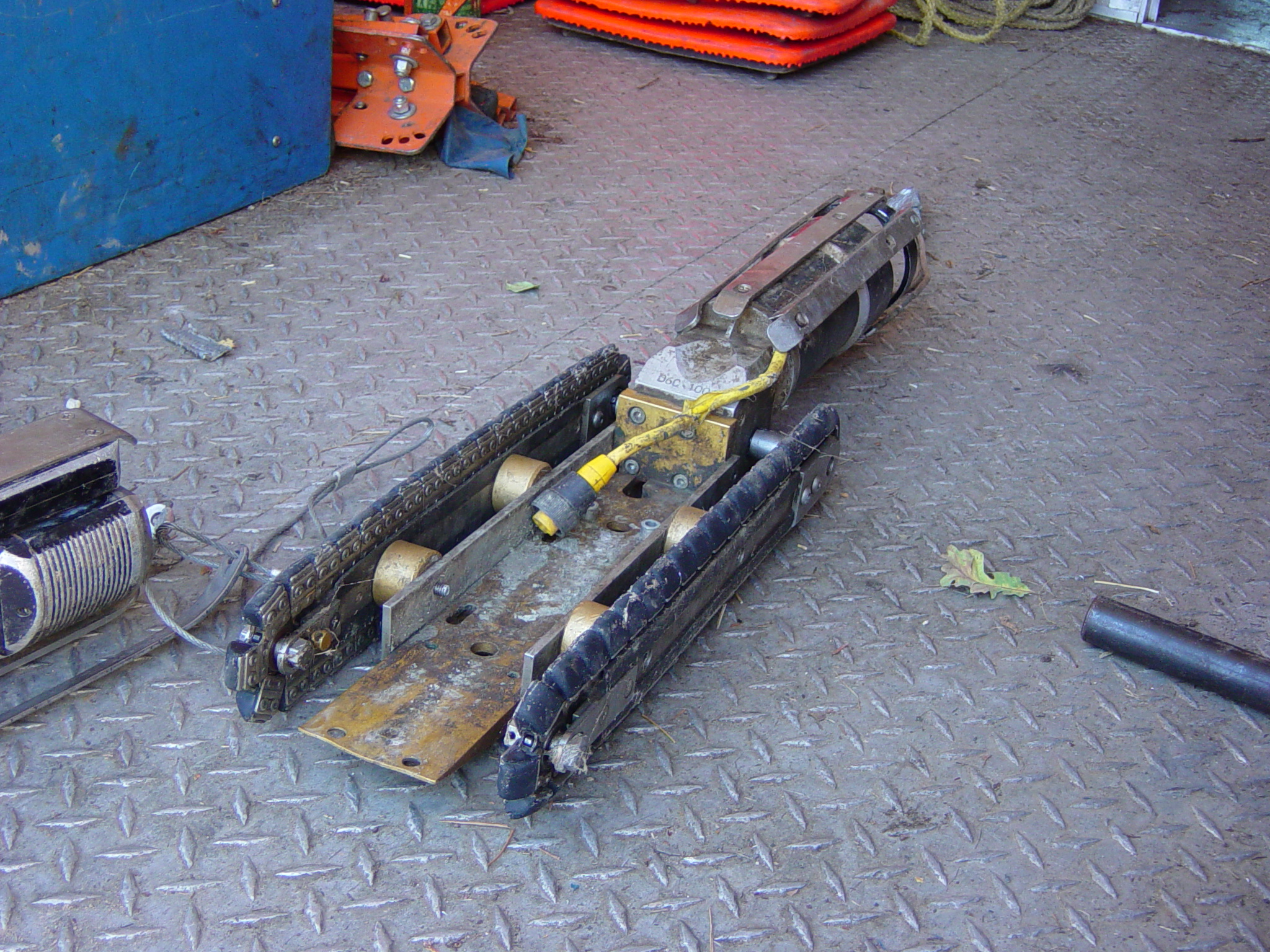
جرار مُزود بمحرك وحامل لرأس المراقبة

قد يبدأ نطاق المراقبة من أنبوب دخول مؤدٍّ إلى زاوية سفلية حتى مجرى التصريف، ثم يستمر في النزول وصولاً إلى غرفة التفتيش أو تكون المراقبة بين غرف التفتيش فقط.
تتوقف شاحنة الخدمة فوق نقطة دخول الأنبوب. ويتم إنزال جرار الكاميرا ذي الكابل المرن المتصل ببكرة إلى مستوى خط الأنابيب. ويتم تحريك الجرار إلى الأمام حتى يصبح تقريبًا داخل خط الأنابيب. ومن ثم، يتم تثبيت«أسطوانة داخلية» (down-hole roller) بين جرار الكاميرا وبكرة الكابل في الشاحنة، حتى تمنع تلف الكابل الناتج عن الاحتكاك بأعلى خط الأنابيب. يعود المُشغل إلى داخل الشاحنة، حيث يبدأ عملية المراقبة، ويقوم بتشغيل جرار الكاميرا من الشاحنة عن بُعد. وعندما تنتهي عملية المراقبة أو يمتد كابل الكاميرا بالكامل، يوضع جرار الكاميرا في ترس الحركة العكسية ويتم سحب الكابل في نفس الوقت. عندما يصبح جرار الكاميرا قريبًا من نقطة الدخول الأصلية، يتم إيقاف الأسطوانة الداخلية وتحريك جرار الكاميرا إلى نقطة الدخول الأساسية وإيقاف شاحنة الخدمة. يمكن استخدام جرار في معاينة انسداد كامل أو انهيار قد يمنع استخدام حبل وعارضة خشبية كما هو موضح أسفل.

### سحب الكاميرا إلى الخلف

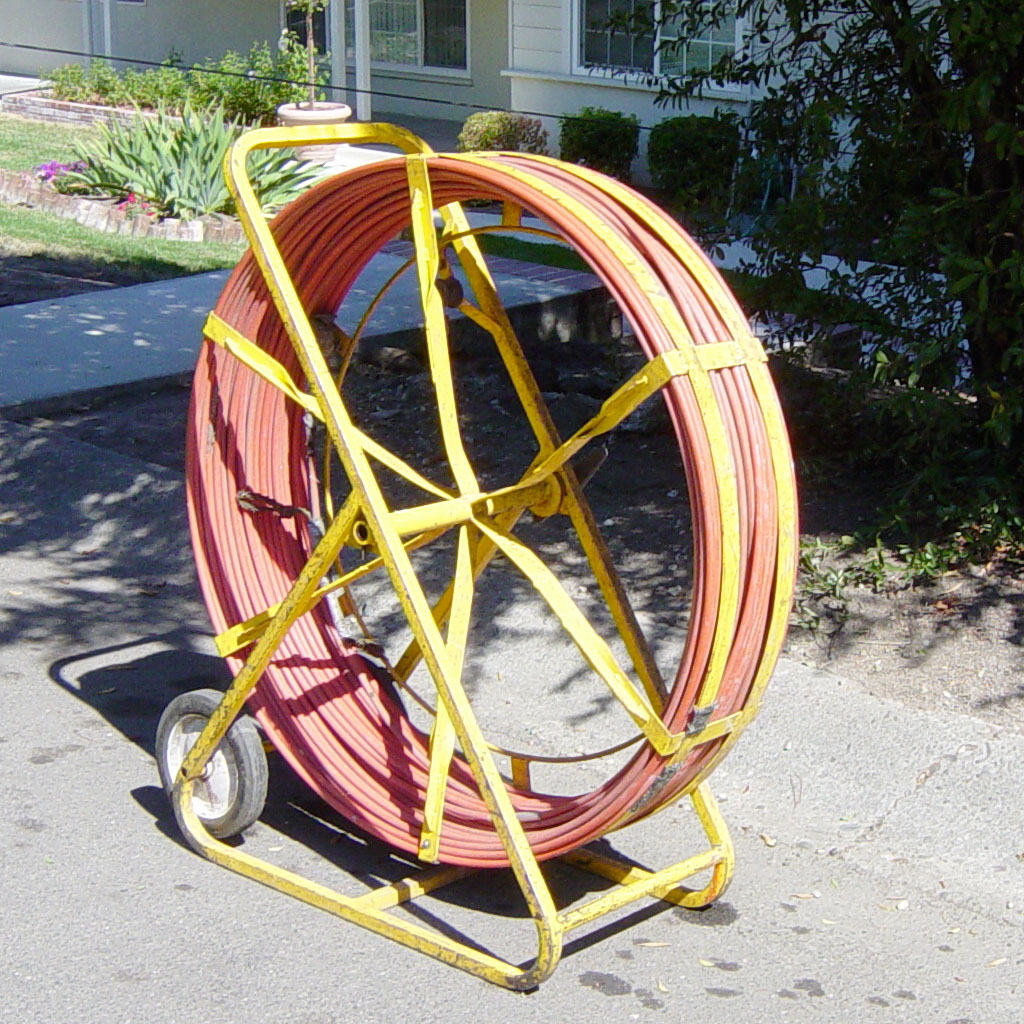
يمكن دفع عارضة خشبية شبه صلبة في الأنبوب لالتقاط الحبل

بالنسبة للأنابيب صغيرة القطر، فإنها قد لا تتسع لآلية الجرار. ولذا، يتم دفع «عارضة خشبية» قوية مربوطة في طرف حبل إلى داخل الأنبوب عند نقطة الدخول بجانب الشاحنة. بعد ذلك، تُسحب العارضة حتى يمتد الحبل بطول الأنبوب. ويُستخدم الحبل في جذب مقياس مراقبة الأنابيب والكابل خلال الأنبوب. وفي النهاية، يُفصل الحبل، ثم يُستخدم الكابل لسحب مقياس مراقبة الأنابيب إلى الخلف مرة أخرى، بعد الانتهاء من فحص الأنبوب على الشاشة (هذه الطريقة موضحة أدناه).

## تحليل لقطات الفيديو
|  |

عادةً ما يقوم مُشغل الكاميرا بتحليل أغلب ما يظهر على شاشة الكاميرا في نفس وقت التقاطه، ولكن تُسجل المراقبة بالكامل وتُحفظ لاستعراضها بعد ذلك.
قد تساعدك البرمجيات في تسجيل مقاطع الفيديو الرقمية وتبسيط عملية التحليل، وها هي بعض نماذج التطبيقات المتاحة في السوق:
- آي تي بايبز (ITpipes)
- كيوس جرانيت إكس بي (Cues Granite xp)
- برمجيات وينكان لمراقبة الأنابيب (WinCan Pipe Inspection Software)

## استخدام البيانات
إن الاعتماد بشكل كبير على تغير الظروف من مراقبة سابقة يلعب دورًا مهمًا في إدخال تحسينات عديدة على الأنابيب. ويمكن تنظيفها باستخدام شفرة قطع جذور دوارة في نهاية أي سلسلة دوارة مجزأة، أو يمكن استخدام الرغوة الكيميائية لمنع نمو الجذور. وإذا تم اكتشاف تلف محدود في بعض المواقع فقط، فيمكن حفرها وإصلاحها. كما يمكن إصلاح العديد من العيوب المتوسطة المنتشرة عن طريق تبطينها ببطانة من بعض الأنسجة، ثم سحبها عبر الأنبوب وملؤها بالهواء المضغوط، ثم تدعيمها بالطرق الكيميائية. وقد تتطلب حالات التلف الشديدة الحفر على الأنابيب واستبدالها بمواد أحدث.

## وصلات خارجية
- http://insightvisioncameras.com/index.html موقع ويب كاميرا مراقبة أنبوب المجاري
- http://www.vutekpipetools.com/ موقع ويب كاميرا متقدمة لمراقبة أنبوب المجاري